# Wanda Kuchwalek

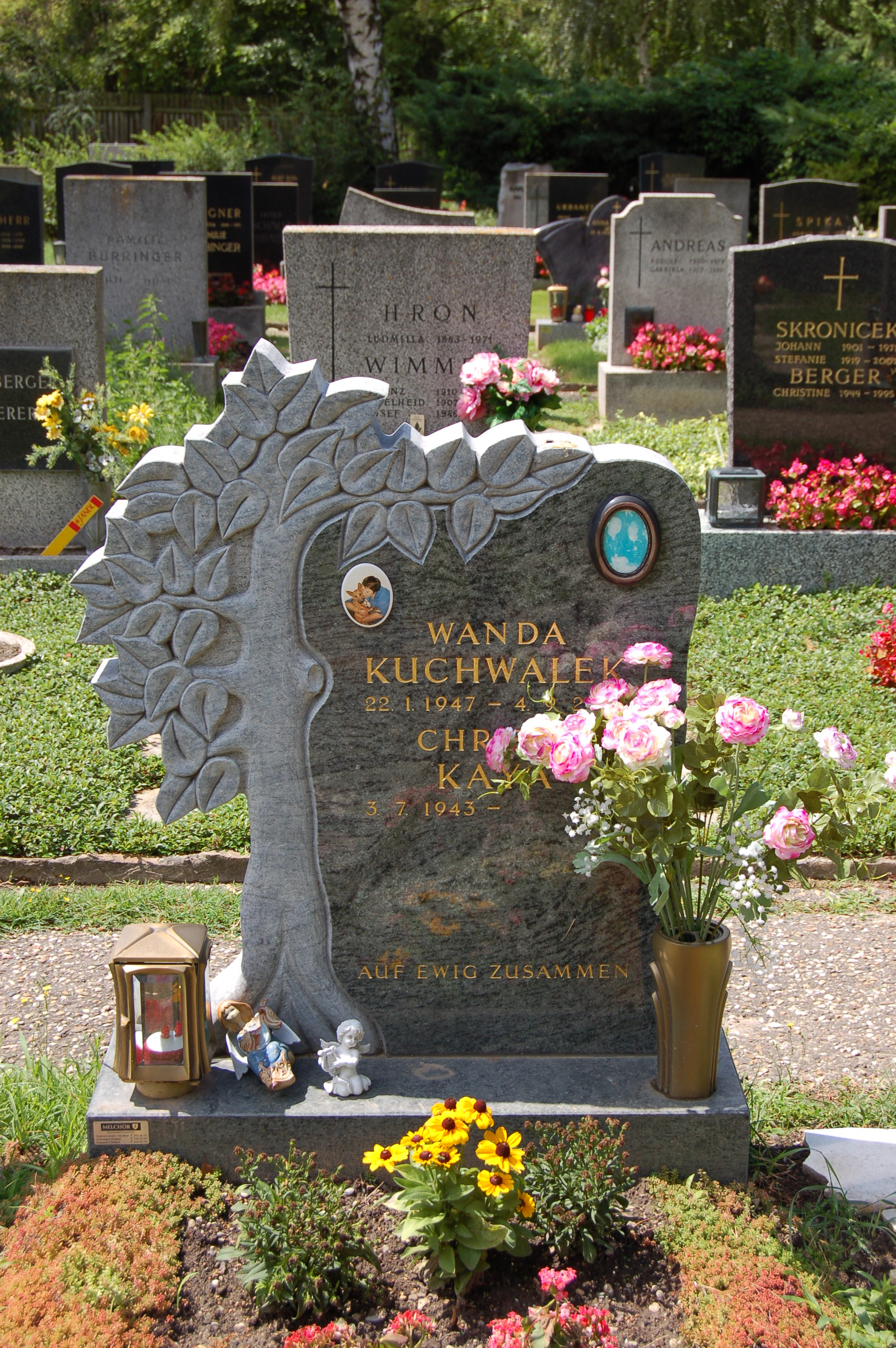
Grabmal von Wanda Kuchwalek

Wanda Gertrude Kuchwalek (* 22. Jänner 1947; † 4. September 2004 in Wien) war in den 1970ern vor allem unter ihrem Spitznamen Wilde Wanda als „Wiens einziger weiblicher Zuhälter“ bekannt. Sie blieb bis heute die einzige namhafte Zuhälterin der Stadt und gilt dort als Kultfigur.

## Leben
Wanda Kuchwalek wurde als Tochter einer Schlangentänzerin im Zirkus geboren. 1953, mit sechs Jahren, war sie mit fahrendem Volk unterwegs. Sie kam in ein Erziehungsheim in Wiener Neustadt und wurde nach eigenen Angaben dort auch von Frauen vergewaltigt.
Seit Ende der 1960er Jahre verdiente Wanda Kuchwalek ihren Lebensunterhalt im Rotlichtmilieu. Später zog sie einen Zirkel mit Mädchen auf, die sie für sich arbeiten ließ. Einige benutzte sie auch als Geliebte. Ihr Revier wurde der 2. Wiener Gemeindebezirk, rund um den Wiener Prater. Kuchwalek war mit 1,75 Metern relativ groß, Zeitzeugen beschreiben sie als „herbe Schönheit“. Als Zuhälterin brach sie in eine Männerdomäne ein und machte dieser Konkurrenz. Dem trug sie auch mit ihrem Butch-mäßigen Auftreten Rechnung: In den 1960er und 1970er Jahren trug sie etwa schwarzen Herrenanzug, weißes Hemd mit Stehkragen, Cowboymascherl, Stiefel und Schlapphut. Am Anfang war es ein Überlebenskampf. Aber sie verschaffte sich unter den männlichen Strizzis Respekt, ebenso ging sie furchtlos gegen nicht zahlende Freier vor. Eine ausziehbare Stahlrute wurde ihr Markenzeichen. Betrunken war sie als ungehalten und jähzornig bekannt, auch nahm sie zeitweilig Tabletten. So erhielt sie ihren stadtbekannten und nach Presseberichten Spitznamen „Wilde Wanda“. Die Zeitschrift Profil meinte 1981: „Der Sadismus, der jedes Verhältnis zwischen Zuhältern und Prostituierten kennzeichnet, tritt hier noch krasser und widernatürlicher hervor.“
Zwei Prostituierte aus ihrem Umfeld begingen Suizid. Die zweite war eine 22-jährige Frau, welche sich im Oktober 1983 aus Kuchwaleks Wohnung im dritten Stock des Hauses Engerthstraße 86 hinunterstürzte. Offizielles Motiv war Liebeskummer. Dies bedeutete eine Wende in Wandas Leben und es wurde stiller um sie. Im Jahre 1991 starb ihr „Lebensmensch“, die Großmutter.

Während eines Gefängnisaufenthalts verfasste sie ihre Memoiren für die St. Pauli-Nachrichten. Die Hamburger Szene war von der Wiener Unterweltkönigin beeindruckt. Während weiterer Aufenthalte schrieb sie an ihrer Lebensgeschichte weiter. 
Die Aufzeichnungen liegen nun bei der Journalistin Margit Hinke, die an einem Dokumentarfilm und Buch über sie arbeitet. Ihren schlechten Ruf empfand sie später als Last, das negative Image blieb ihr.
In den 1970er und 1980er Jahren konnte sie von den Einkünften ihrer Mädchen gut leben. In den 1980er und 1990er Jahren, als die Geschäfte weniger wurden, saß sie immer öfter mit ihrem Hund im Stammespresso „Amigo“ und trank.
Zuletzt lebte sie von einer kleinen Sozialrente und starb mit 57 Jahren am 4. September 2004. Kinder oder Familie hinterließ sie keine. Das Begräbnis im kleinen Rahmen war aber kein Armenbegräbnis, sondern wurde von privater Hand bezahlt. Sie fand am Stammersdorfer Zentralfriedhof in der Gruppe 42, Reihe 6 in Grab 34 ihre letzte Ruhe.

### Strafverfahren
Mit 14 Jahren wurde sie das erste Mal verhaftet.
Nachdem sie 1967 schon acht oder zehn Vorstrafen hatte, traf sie auf ihren langjährigen Strafverteidiger Herbert Eichenseder, nach ihren Aussagen „der einzige [dauerhafte] Mann in ihrem Leben“.
Insgesamt kam sie auf etwa 25 Strafen. Auch wenn in den Verhandlungen oft über Prostitution gesprochen wurde, waren alle Verfahren wegen Delikten wie öffentlicher Gewalttätigkeit, gefährlicher Drohung oder schwerer Körperverletzung. Eine Anklage lautete auf versuchten Mord, sie wurde aber nach einer Rekonstruktion des Tatherganges freigesprochen. Für einen Schnitt ins Gesicht eines ihrer Mädchen bekam Kuchwalek zwei Jahre schweren Kerker. 1970 stand sie vor dem Richter, weil sie einem ihrer Mädchen mit einer Rasierklinge 14 Mal das Gesicht zerschnitten hatte, und erhielt drei Jahre Haft.
Als Kuchwalek 1972 im Gefangenenhaus des Landesgerichts für Strafsachen Wien in Untersuchungshaft saß, sorgte sie für einen Justizskandal. Sie verführte zwei Justizwachbeamtinnen zum Liebesspiel mit ihr. Als dies aufflog, wurden diese wegen Amtsmissbrauch zu jeweils fünf Jahren Haft verurteilt, Kuchwalek wegen Anstiftung zu zehn Jahren.
Im Dezember 1981 ordnete sie die Zertrümmerung des Frauencafés in der Lange Gasse durch drei Komplizen an. Auslöser war, dass sie einige Tage vorher von einigen Frauencafé-Besucherinnen an einem gewalttätigen Übergriff gehindert worden war.
Nachdem 1991 ihre Großmutter gestorben war, saß sie in einem Floridsdorfer Beisl und es kam zu einem Streit, weil sie immer mehr trank. Ein Stammgast bekam von Wanda Kuchwalek einen Messerstich in den Hals. Er überlebte und sie bekam die letzte größere Strafe.

## Trivia
Die 2012 gegründete Wiener Pop-Band Wanda ist nach Wanda Kuchwalek benannt.